# Cacamatzin
Cacamatzin o Cacama (1483 – 1520) fu il re di Texcoco, seconda città dell'impero azteco in ordine di importanza.

## Biografia
Cacamatzin era figlio del precedente re, Nezahualpilli, e di una delle sue amanti. Tradizionalmente i re di Texcoco venivano eletti dalla nobiltà, che li sceglieva tra le personalità più abili della famiglia reale. Si dice che l'elezione al trono di Cacamatzin, avvenuta nel 1515, sia stata oggetto di forti pressioni da parte di suo zio Montezuma, signore di Tenochtitlán, che voleva diminuire il potere di Texcoco per accentrare il controllo a Tenochtitlán.
Durante la conquista spagnola Cacamatzin venne arrestato e strangolato dai soldati di Hernán Cortés, dopo essere stato torturato da Pedro de Alvarado nel tentativo di scoprire dove fosse custodito l'oro di Texcoco.